# Saint-Martin-de-Seignanx
Saint-Martin-de-Seignanx település Franciaországban, Landes megyében. Lakosainak száma 6123 fő (2022. január 1.). Saint-Martin-de-Seignanx Labenne, Ondres, Saint-André-de-Seignanx, Saint-Barthélemy, Tarnos, Lahonce és Urcuit községekkel határos.

## Népesség
A település népessége az elmúlt években az alábbi módon változott:
| Lakosok száma | 2053 | 2903 | 3047 | 4710 | 4973 | 5264 | 5488 | 5776 | 6033 | 6123 |
|               | 1968 | 1982 | 1990 | 2006 | 2013 | 2015 | 2017 | 2019 | 2020 | 2022 |